# 中華台北男子足球代表隊亞足聯亞洲盃外圍賽及會內賽記錄
中華台北足球隊自1956年參賽以來，目前共參加了9屆亞洲盃外圍賽，獲得一次季軍以及一次第四名。由於中華民國足球協會於1975年加入大洋洲足協，直到1989年重返亞洲足協，期間未參加亞洲盃賽事。2008至2014被降級至亞足聯挑戰盃，直到2019年亞洲盃外圍賽才再次參加。

## 會內賽參賽記錄

### 1968年亞洲盃足球賽
| 1968年5月11日 18:00 UTC+3:30 |

| 中華民國   | 1 : 1 | 緬甸               |
| ---------- | ----- | ------------------ |
| 黃志強 64' |       | Maung Hla Htay 14' |

| 德黑兰，伊朗，沙希德体育场 觀眾人數：6,000 ： S. K. Bhattacharya |

| 1968年5月13日 18:00 UTC+3:30 |

| 伊朗                                                   | 4 : 0 | 中華民國 |
| ------------------------------------------------------ | ----- | -------- |
| Behzadi 31' · Kalani 34' · Eftekhari 51' · Farzami 56' |       |          |

| 德黑兰，伊朗，沙希德体育场 觀眾人數：25,000 ： S. K. Bhattacharya |

| 1968年5月15日 18:00 UTC+3:30 |

| 香港       | 1 : 1 | 中華民國   |
| ---------- | ----- | ---------- |
| 李國強 14' |       | 麥天富 37' |

| 德黑兰，伊朗，沙希德体育场 觀眾人數：3,000 ： S. K. Bhattacharya |

| 1968年5月17日 18:00 UTC+3:30 |

| 以色列                                       | 4 : 1 | 中華民國     |
| -------------------------------------------- | ----- | ------------ |
| Romano 2', 60' · Rosenthal 70' · Spiegel 76' |       | 李焕文 45+1' |

| 德黑兰，伊朗，沙希德体育场 觀眾人數：3,000 ： S. K. Bhattacharya |

### 1960年亞洲盃足球賽
| 1960年10月17日 15:00 UTC+8:30 |

| 中華民國            | 2 : 0 | 南越 |
| ------------------- | ----- | ---- |
| 陸文渭 51' · 姚卓然 |       |      |

| 汉城，大韓民國，孝昌運動場 |

| 1960年10月21日 15:00 UTC+8:30 |

|            | 1 : 0 | 中華民國 |
| ---------- | ----- | -------- |
| 文正植 54' |       |          |

| 汉城，大韓民國，孝昌運動場 |

| 1960年10月23日 15:00 UTC+8:30 |

| 以色列          | 1 : 0 | 中華民國 |
| --------------- | ----- | -------- |
| Shlomo Levi 72' |       |          |

| 汉城，大韓民國，孝昌運動場 觀眾人數：25,000 ： 横山洋三 |

## 外圍賽參賽記錄

### 2027年亞洲盃外圍賽
| 2023年10月12日 2026年國際足協世界盃外圍賽 – 亞洲區第一圈 | 中華臺北                                   | 4 – 0 | 东帝汶 | 高雄市，國家體育場, 中華民國          |
| 19:00 UTC+8                                              | - 游耀興 4', 60' - 陳庭揚 57' - 柯昱廷 88' | 報告  |        | 入場人數： 1,894 ： Ismaeel Habib Ali |

| 2023年10月17日 2026年國際足協世界盃外圍賽 – 亞洲區第一圈 | 东帝汶 | 0 – 3 (0 – 7 總分) | 中華臺北                               | 高雄市，國家體育場, 中華民國      |
| 19:00 UTC+8                                              |        | 報告               | - 游家煌 18' - 吳彥澍 21' - 安以恩 24' | 入場人數： 745 ： Tejas Nagvenkar |

| 2023年11月16日 2026年國際足總世界盃外圍賽 – 亞洲區第二圈 | 阿曼                                                         | 3 – 0 | 中華臺北 | 马斯喀特, 蘇丹卡布斯綜合運動場, 阿曼  |
| 19:00 UTC+4                                              | - Omar Al-Malki 17' - Ahmed Al-Kaabi 41' - Mataz Saleh 90+1' | 報告  |          | 入場人數： 4,155 ： Sadullo Gulmurodi |

| 2023年11月21日 2026年國際足總世界盃外圍賽 – 亞洲區第二圈 | 中華臺北 | 0 – 1 | 马来西亚     | 臺北市, 臺北田徑場, 中華民國          |
| 19:00 UTC+8                                              |          | 報告  | - 陸伊騰 72' | 入場人數： 9,521 ： Majed Al-Shamrani |

| 2024年3月21日 2026年國際足總世界盃外圍賽 – 亞洲區第二圈 | 中華臺北 | 0 – 2 |                             | 高雄市高雄市立楠梓足球場           |
| 16:00 UTC+8                                             |          | 報告  | - Kichin 54'（） - Merk 80' | 入場人數： 1,028 ： Yahya Al-Mulla |

| 2024年3月26日 2026年國際足總世界盃外圍賽 – 亞洲區第二圈 |                                                      | 5 – 1                      | 中華臺北         | 比斯凱克, 斯巴達體育場, 吉爾吉斯    |
| 20:00 UTC+6                                             | - Kojo 17', 38', 45' - Brauzman 79' - Ki. Merk 90+5' | Report (FIFA) Report (AFC) | - 吳彥澍 87'（） | 入場人數： 13,657 ： Ammar Mahfoodh |

| 2024年6月6日 2026年國際足總世界盃外圍賽 – 亞洲區第二圈 | 中華臺北 | 0 – 3 | 阿曼                                     | 臺北市, 臺北田徑場, 中華民國    |
| 19:00 UTC+8                                            |          | 報告  | - Abdulrahman Al-Mushaifri 31', 55', 75' | 入場人數： 5,700 ： Zaid Thamer |

| 2024年6月11日 2026年國際足總世界盃外圍賽 – 亞洲區第二圈 | 马来西亚                                              | 3 – 1                      | 中華臺北     | 吉隆坡, 武吉加里尔国家体育场, 马来西亚        |
| 21:00 UTC+8                                             | - 沙法威·拉昔 53' - 保罗·若苏埃 69' - Adib Raop 90+6' | - 报告 (FIFA) - 报告 (AFC) | - 游耀興 20' | 入場人數： 14,731 ： Abdullah Jamali (科威特) |

| 2025年3月25日 2027年亞足聯亞洲盃外圍賽 – 第三圈 | 中華臺北 | v |  | 臺北市, 臺北田徑場, 中華民國 |

| 2025年6月10日 2027年亞足聯亞洲盃外圍賽 – 第三圈 | 斯里蘭卡 | v | 中華臺北 | 科倫坡，科倫坡賽馬場，斯里蘭卡 |

| 2025年10月9日 2027年亞足聯亞洲盃外圍賽 – 第三圈 | 泰國 | v | 中華臺北 | 曼谷，拉加曼加拉體育場，泰國 |

| 2025年10月14日 2027年亞足聯亞洲盃外圍賽 – 第三圈 | 中華臺北 | v | 泰國 | 臺北市, 臺北田徑場, 中華民國 |

| 2025年11月18日 2027年亞足聯亞洲盃外圍賽 – 第三圈 |  | v | 中華臺北 | 阿什哈巴德，阿什哈巴德體育場，土庫曼 |

| 2026年3月31日 2027年亞足聯亞洲盃外圍賽 – 第三圈 | 中華臺北 | v | 斯里蘭卡 | 臺北市, 臺北田徑場, 中華民國 |

### 2023年亞洲盃外圍賽
| 2019年9月5日 2022年世足資格賽亞洲第二輪 | 中華臺北   | 1 - 2 | 约旦                   | 台北, 中華民國                                 |
| 19:10 (UTC+8)                           | 溫智豪 81' | 報告  | Faisal 19' · Samir 37' | 場館： 台北田徑場 入場人數： 5,520 ： 荒木友輔 |

| 2019年9月10日 2022年世足資格賽亞洲第二輪 | 中華臺北 | 0 - 2 | 尼泊尔        | 台北, 中華民國                                          |
| 19:10 (UTC+8)                            |          | 報告  | Bista 4', 62' | 場館： 台北田徑場 入場人數： 4,780 ： Yaqoob Abdul Baki |

| 2019年10月15日 2022年世足資格賽亞洲第二輪 | 中華臺北   | 1 - 7 |                                                                | 高雄, 中華民國                                            |
| 19:40 (UTC+8)                             | 陳毅維 21' | 報告  | 塔加特 12', 19' · 歐文 34', 37' · 蘇達亞 73', 89' · 麥卡倫 84' | 場館： 國家體育場 入場人數： 3,251 ： Mongkolchai Pechsri |

| 2019年11月14日 2022年世足資格賽亞洲第二輪 | 科威特 | 9 - 0 | 中華臺北 | 科威特城，科威特                                                                     |
| 19:00 (UTC+3)                             | Nasser 22', 59' · Al Ansari 42' · Al Faneeni 49' · Al-Mutawa 55' · Al-Harbi 62' · Al-Khaldi 73' · 陳威全 77'（乌龙球） · Al-Azemi 73' | 報告  |          | 場館： 賈比爾·艾哈邁德·薩巴赫國際體育場 入場人數： 7,500 ： Mohd Amirul Izwan Yaacob |

| 2019年11月19日 2022年世足資格賽亞洲第二輪 | 约旦                                                    | 5 - 0 | 中華臺北 | 安曼，約旦                                                                        |
| 18:00 (UTC+2)                             | Faisal 4', 75' · Ersan 25' · Al-Arab 43' · 艾達拉耶 62' | 報告  |          | 場館： 阿卜杜拉二世國王體育場 入場人數： 2,289 ： 穆罕默德·阿卜杜拉·哈桑·穆罕默德 |

| 2021年6月3日 2022年世足資格賽亞洲第二輪 | 尼泊尔                      | 2 – 0 | 中華臺北 | 科威特城，科威特                                           |
| 19:00 (UTC+3)                           | Bista 3'（） · Shrestha 80' | 報告  |          | 場館： 科威特體育俱樂部體育場 入場人數： 0 ： Kim Woo-sung |

| 2021年6月7日 2022年世足資格賽亞洲第二輪 |                                                              | 5 – 1 | 中華臺北   | 科威特城，科威特                                               |
| 22:00 (UTC+3)                           | 蘇達亞 12' · 麥卡倫 27'（） · 塞恩斯伯里 41' · 杜基 46', 84' | 報告  | 高偉傑 62' | 場館： 賈比爾·艾哈邁德國際體育場 入場人數： 0 ： Saoud Al-Adba |

| 2021年6月15日 2022年世足資格賽亞洲第二輪 | 中華臺北   | 1 – 2 | 科威特          | 科威特城，科威特                                               |
| 22:00 (UTC+3)                            | 吳俊青 51' | 報告  | Nasser 14', 71' | 場館： 賈比爾·艾哈邁德國際體育場 入場人數： 0 ： 艾哈邁德·卡夫 |

| 2021年10月7日 2023年亞洲盃資格賽附加賽 | 印度尼西亞               | 2 – 1 | 中華臺北   | 武里南府，泰國                                    |
| 19:00 (UTC+7)                          | Rumakiek 16' · Dimas 48' | 報告  | 許恆賓 90' | 場館： 武里南體育場 入場人數： 0 ： Heydari Payam |

| 2021年10月11日 2023年亞洲盃資格賽附加賽 | 中華臺北 | 0 – 3 | 印度尼西亞                              | 武里南府，泰國                                        |
| 20:00 (UTC+7)                           |          | 報告  | Egy 27' · Kambuaya 55' · Sulaeman 90+3' | 場館： 武里南體育場 入場人數： 0 ： 穆罕默德·阿拉法赫 |

### 2019年亞洲盃外圍賽
| 2015年3月12日 第一輪 | 中華臺北 | 0 - 1                  |                 | 高雄市，中華民國 |
| 19:00 UTC+8          |          | 報告 (FIFA) 報告 (AFC) | 阿迪·賽義德 36' | 場館： 國家體育場 入場人數： 6,273 ： Rowan Arumughan ： Kennedy SAPAM Magho MOIRANGTHEM ： Tejas NAGVENKAR 最佳球員： 陳柏良 |

| 2015年3月17日 第一輪 |  | 0 - 2 (1 - 2 總分)     | 中華臺北              | 斯里巴卡旺市，汶萊 |
| 20:15 UTC+8          |  | 報告 (FIFA) 報告 (AFC) | 王睿 36' · 朱恩樂 53' | 場館： 蘇丹哈桑納爾·博爾基亞體育場 入場人數： 18,000 ： Turki Alkhudhayr ： Badr Al Shumrani Khalaf Zaid Alshammari ： Mohammed Al HOISH 最佳球員： 王睿 |

| 2015年6月16日 第二輪 | 中華臺北 | 0 - 2                  | 泰國          | 台北市，中華民國                                                                                              |
| 19:30 UTC+8          |          | 報告 (FIFA) 報告 (AFC) | 鄧達 21', 39' | 場館： 台北田徑場 入場人數： 18,168 ： Ali Shaban ： Humoud Alsahli Ali Behzad ： Jasem Ahmad 最佳球員： 鄧達 |

| 2015年9月3日 第二輪 | 伊拉克                                                                     | 5 - 1                  | 中華臺北   | 德黑蘭，伊朗 |
| 17:00 UTC+4:30      | 阿里·阿德南 37' · Ali Hosni 59' · Yasin 80' · 尤尼斯 88' · Meram 90+1'（） | 報告 (FIFA) 報告 (AFC) | 溫智豪 86' | 場館： 帕斯球場 入場人數： 4,200 ： Yaqoob ABDUL BAKI ： Hamed AL MAYAHI Abdullah AL JARDANI ： Omar MUBARAK MAZAROUA AL YAQOUBI 最佳球員： 尤尼斯 |

| 2015年9月8日 第二輪 | 中華臺北   | 1 - 2                  | 越南                      | 台北市，中華民國                                                                                                |
| 19:00 UTC+8         | 吳俊青 82' | 報告 (FIFA) 報告 (AFC) | 丁薦城 53' · 陳飛山 90+2' | 場館： 台北田徑場 入場人數： 20,239 ： 金大容 ： KANG Dojoon Park INSUN ： Md. MIZANUR RAHMAN 最佳球員： 陳昌源 |

| 2015年11月12日 第二輪 | 泰國                                                                          | 4 - 2                  | 中華臺北               | 曼谷，泰國 |
| 19:00 UTC+7           | Teerasil Dangda 41' · 博考·安南 52' · 阿迪沙·格賴頌 72' · Thana CHANABOOT 74' | 報告 (FIFA) 報告 (AFC) | 殷亞吉 3' · 黃楷峻 65' | 場館： 拉加曼加拉體育場 入場人數： 50,000 ： Dmitriy Mashentsev ： Bakhadyr KOCHKOROV Ismailzhan TALIPZHANOV ： Rysbek SHEKERBEKOV 最佳球員： Tana Chanabut |

| 2015年11月17日 第二輪 | 中華臺北 | 0 - 2                  | 伊拉克                    | 高雄市，中華民國                                                                                         |
| 19:00 UTC+8           |          | 報告 (FIFA) 報告 (AFC) | 伊斯邁爾 19' · 尤尼斯 85' | 場館： 國家體育場 入場人數： 11,960 ： 饭田淳平 ： 五十嵐泰之 山內宏志 ： Vichhika TUY 最佳球員： 尤尼斯 |

| 2016年3月24日 第二輪 | 越南                               | 4 - 1                  | 中華臺北  | 河內，越南 |
| 19:00 UTC+7          | 黎公榮 8', 90+1' · 阮文全 29', 42' | 報告 (FIFA) 報告 (AFC) | 吳俊青 7' | 場館： 美亭國家體育場 入場人數： 18,350 ： Adham Makhadmeh ： Ahmad Alroalle Issa Alamawi ： Ahmed Alali 最佳球員： 阮文全 |

| 2016年6月2日 附加賽第一輪 | 中華臺北               | 2 - 2      | 柬埔寨                    | 高雄市，中華民國                                                                                                  |
| 19:00 UTC+8               | 黃偉民 6' · 陳柏良 22' | 報告 (AFC) | Sokpheng 8' · Chhoeun 31' | 場館： 國家體育場 入場人數： 3,564 ： Pranjal Banerjee ： Samar Pal Asi Kr Sarkar ： Ali Jibril 最佳球員： 潘文傑 |

| 2016年6月7日 附加賽第一輪 | 柬埔寨                                 | 2 - 0 (4 - 2 總分) | 中華臺北 | 金邊，柬埔寨 |
| 19:00 UTC+7               | Hong Pheng 7' · Prak Mony Udom 60'（） | 報告 (AFC)         |          | 場館： 金邊奧林匹克體育場 入場人數： 50,000 ： Ahmed Faisal Mohammad Al Ali ： Faisal Mohammad Awwad Shwair Muhammad Muhammad Hassan Mustafa ： Ahmad Yacoub Ibrahim 最佳球員： Chan Vathanaka |

| 2016年9月6日 附加賽第二輪 | 东帝汶          | 1 - 2      | 中華臺北       | 高雄市，中華民國 |
| 19:00 UTC+8               | 魯菲諾・伽馬 5' | 報告 (AFC) | 吳俊青 8', 38' | 場館： 國家體育場 入場人數： 2,849 ： 武明智 ： Nguyen Trung Hau Jeffrey Goh ： Nguyen Hien Triet 最佳球員： 吳俊青 |

| 2016年10月11日 附加賽第二輪 | 中華臺北                | 2 - 1 (4 - 2 總分) | 东帝汶            | 高雄市，中華民國                                                                                                |
| 19:00 UTC+8                 | 陳毅維 10' · 陳浩瑋 75' | 報告               | 荷西·奧利維拉 86' | 場館： 國家體育場 入場人數： 1,000 ： Kim Hee Gon ： PARK SANGJUN LEE JUNG MIN ： KIM WOOSUNG 最佳球員： 陳毅維 |

| 2017年3月26日 第三輪 | 中華臺北         | 1 - 3 | | 台北市，中華民國 |
| 18:00 UTC+8          | 陳柏良 45+2'（） | 報告  | Altymyrat Annadurdyýew 23' · 魯斯蘭·明加索夫 24' 65', 90+3' · Serdar Annaorazow 45' · Elman Tagayev 52' · 陳家駿 83'（乌龙球） | 場館： 台北田徑場 入場人數： 5,898 ： Kim Hee Gon ： Kwak Seung-soon Kang Dong-ho ： Suhaizi Shukri 最佳球員： Altymyrat Annadurdyýew |

| 2017年6月13日 第三輪 | 新加坡          | 1 - 2 | 中華臺北                | 加冷，新加坡 |
| 21:00 UTC+8          | Hariss Harun 6' | 報告  | 陳昌源 31' · 陳昭安 60' | 場館： 惹蘭勿剎體育場 入場人數： 5,234 ： Ahmed Faisal Mohammad Al Ali ： Mohammad Mustafa Al Kalaf Ayman Faysal Hamza Obeidat ： Mohammad Hasan Mahmoud Arafah 最佳球員： 陳昌源 |

| 2017年9月5日 第三輪 | 巴林 | 5 - 0 | 中華臺北 | 里法，巴林 |
| 19:00 UTC+3         | Komail Al-Aswad 11' · Ali Jaafar Mohamed Madan 45+4' · Mahdi Abduljabbar 56', 89' · Abdulla Yusuf Helal 74' | 報告  |          | 場館： 巴林國家體育場 入場人數： 362 ： Nagor Amir Noor Mohamed ： Mohamad Mu Azi Zainal Abidin Azman Ismail ： Muhammad Nazmi Nasaruddin 最佳球員： Mahdi Abduljabbar |

| 2017年10月10日 第三輪 | 中華臺北                  | 2 - 1 | 巴林                    | 台北市，中華民國                                                                              |
| 18:00 UTC+8           | 陳柏良 90' · 朱恩樂 90+3' | 報告  | Ismail Al-Latif 18'（） | 場館： 台北田徑場 入場人數： 7,908 ： 木村博之 ： Jun Mihara Toshiyuki Tanaka ： Yusuke Araki |

| 2017年11月14日 第三輪 |                                                  | 2 - 1 | 中華臺北       | 巴爾坎納巴德，土庫曼 |
| 15:00 UTC+5           | Yakshiyev Murat 22' · Annadurdyyev Altymyrat 40' | 報告  | 陳柏良 88'（） | 場館： Sport toplumy Stadium 入場人數： 9,500 ： Hettikamkanamge Perera ： Palliya Guruge Priyanga Namal Palitha Hemathunga ： Kuttiappa Rajaratnam Prashanth Rajakrishna 最佳球員： Yakshiyev Murat |

| 2018年3月27日 第三輪 | 中華臺北   | 1 - 0 | 新加坡 | 中華民國台北市 |
| 19:00 UTC+8          | 陳柏良 37' | 報告  |        | 場館： 台北田徑場 入場人數： 8,139 ： Pranjal Banerjee ： Samar Pal Asit Kumar Sarkar ： Md Anisur Rahman 最佳球員： 陳柏良 |

### 2007年亞洲盃外圍賽
| 2006年2月22日 小組賽 | 伊朗                                                        | 4 - 0 | 中華臺北 | 德黑蘭，伊朗                                                 |
| 15:30 UTC+3:30       | 安德拉尼克·泰穆里安 35' · Madanchi 47', 60' · 阿里·戴伊 82' |       |          | 場館： 阿薩迪體育場 入場人數： 5,000 ： Ala Abdul Kadir Nema |

| 2006年3月1日 小組賽 | 中華臺北 | 0 - 4 | 叙利亚                                               | 台北市，中華民國                             |
| 18:00 UTC+8         |          |       | Chabbo 29', 58' · Al Hussain 45' · 菲拉斯·哈蒂布 64' | 場館： 中山足球場 入場人數： 700 ： O il Son |

| 2006年8月16日 小組賽 | 中華臺北 | 0 - 3 |                                      | 台北市，中華民國                                     |
| 18:00 UTC+8          |          |       | 安貞桓 31' · 鄭助國 53' · 金斗炫 80' | 場館： 中山足球場 入場人數： 1,300 ： Subrata Sarkar |

| 2006年9月6日 小組賽 |                                                                     | 8 - 0 | 中華臺北 | 水原市，大韓民國                                                                      |
| 20:00 UTC+9         | 薛琦鉉 3', 52' · 鄭助國 4', 45', 88' · 曹宰榛 19', 82' · 金斗炫 77' |       |          | 場館： 水原世界盃競技場 入場人數： 21,000 ： Chandrasiri Deshapriya Arambakade Gedara |

| 2006年10月11日 小組賽 | 中華臺北 | 0 - 2 | 伊朗                 | 台北市，中華民國                                               |
| 18:00 UTC+8           |          |       | 阿里·卡里米 10', 56' | 場館： 台北田徑場 入場人數： 2,000 ： Tayeb Hasan Shamsuzzaman |

| 2006年11月15日 小組賽 | 叙利亚                                | 3 - 0 | 中華臺北 | 大馬士革，敘利亞                                                 |
| 14:00                 | Al Jaban 51' · 菲拉斯·哈蒂布 62', 79' |       |          | 場館： Abbasiyyin Stadium 入場人數： 1,000 ： Abdullah Al Hilali |

### 2004年亞洲盃外圍賽
| 2003年3月23日 預賽 | 中華臺北                         | 3 – 0 | 东帝汶 | 可倫坡，斯里蘭卡 |
|                    | H.C. Ming ?', ?' · C.J. Ming 33' |       |        |                  |

| 2003年3月25日 預賽 | 斯里蘭卡                     | 2 – 1 | 中華臺北     | 可倫坡，斯里蘭卡 |
|                    | S.R. Kumara 13' · Channa 78' |       | Yen C.W. 47' |                  |

### 2000年亞洲盃外圍賽
| 2000年3月25日 | 马来西亚                                          | 3 - 0 | 中華臺北 | 吉隆坡，馬來西亞         |
| UTC+8         | Mohammed Noor Derus 34' · Rusdi Suparman 82', 86' |       |          | 場館： Shah Alam Stadium |

| 2000年3月27日 | 中華臺北 | 0 - 2 | 泰國                                      | 吉隆坡，馬來西亞         |
| UTC+8         |          |       | Seksan Piturat 74' · 鄭勇仁 81'（乌龙球） | 場館： Shah Alam Stadium |

| 2000年3月29日 | 中華臺北 | 0 - 2 |                 | 吉隆坡，馬來西亞                         |
| 18:45 UTC+8   |          |       | 梁圭史 12', 21' | 場館： Shah Alam Stadium 入場人數： 4000 |

| 2000年4月4日 | 中華臺北           | 3 - 2 | 马来西亚 | 曼谷，泰國              |
| UTC+7        | Shea Sheau Bao 43' |       |          | 場館： 蘇帕查拉賽體育場 |

| 2000年4月6日 | 泰國                             | 1 - 0 | 中華臺北 | 曼谷，泰國              |
| UTC+7        | Thawatchai Damrong-Ongtrakul 43' |       |          | 場館： 蘇帕查拉賽體育場 |

| 2000年4月9日 |            | 1 - 0 | 中華臺北 | 曼谷，泰國                                |
| UTC+7        | 李赫哲 53' |       |          | 場館： 蘇帕查拉賽體育場 入場人數： 45,000 |

### 1996年亞洲盃外圍賽
| 1996年8月4日 | 越南 | 4–1 | 中華臺北 | 胡志明市，越南 |

| 1996年8月8日 |                                               | 4–0 | 中華臺北 | 胡志明市，越南                                 |
| 17:00        | 洪明甫 9' · Kim Do-hoon 19' · 朴泰夏 48', 70' |     |          | 場館： Thống Nhất Stadium ： Inayath Ulla Khan |

| 1996年8月10日 | 關島 | 2–9 | 中華臺北 | 胡志明市，越南 |

### 1992年亞洲盃外圍賽
| 1992年6月3日 |  | 6 - 0 | 中華臺北 | 平壤，朝鮮民主主義人民共和國 |

| 1992年6月5日 | 中華臺北 | 0 - 0 | 香港 | 平壤，朝鮮民主主義人民共和國 |

| 1992年6月7日 | 中華臺北 | 0 - 2 | 澳門 | 平壤，朝鮮民主主義人民共和國 |

### 1968年亞洲盃外圍賽
| 1967年7月27日 東亞區 | 中華民國 | 2 - 2 | 日本 | 台北市，中華民國      |
|                      |          |       |      | 場館： 台北市立體育場 |

| 1967年8月1日 東亞區 | 中華民國 | 9 - 0 | 菲律賓 | 台北市，中華民國      |
|                     |          |       |        | 場館： 台北市立體育場 |

| 1967年8月3日 東亞區 | 中華民國 | 3 - 2 | 印度尼西亞 | 台北市，中華民國      |
|                     |          |       |            | 場館： 台北市立體育場 |

| 1967年8月7日 東亞區 | 中華民國 | 1 - 0 |  | 台北市，中華民國      |
|                     |          |       |  | 場館： 台北市立體育場 |

### 1960年亞洲盃外圍賽
| 1959年3月31日 東亞區 | 菲律賓 | 4 - 7 | 中華民國 | 馬尼拉，菲律賓                          |
|                      |        |       |          | 場館： 黎剎紀念體育場 入場人數： 12,000 |

| 1959年4月3日 東亞區 | 中華民國 | 7 - 4 | 香港 | 馬尼拉，菲律賓                          |
|                     |          |       |      | 場館： 黎剎紀念體育場 入場人數： 22,000 |

### 1956年亞洲盃外圍賽
| 1956年8月26日 東亞區第三輪 |  | 2 - 0 | 中華民國 | 漢城，大韓民國 |

| 1956年9月2日 東亞區第三輪 | 中華民國 | 1 - 2 (1 - 4 總分) |  | 漢城，大韓民國 |